# Йосиф Грезловски – Гандето
Йосиф Грезловски – Гандето (на македонска литературна норма: Јосиф Грезловски - Гандето; на английски: Joseph Gandeto, Джозеф Гандето) е американски и македонски писател. Роден в Югославия, от 1967 година живее в САЩ. Работи като университетски преподавател. Пише на английски и на така наречения македонски литературен език..